# Buskgräsfjäril
Buskgräsfjäril, Pyronia tithonus, är en fjärilsart som först beskrevs av Carl von Linné 1771.  Buskgräsfjäril ingår i släktet Pyronia, och familjen praktfjärilar, Nymphalidae. Arten har ännu inte påträffats i Sverige. Tolv underarter finns listade i Catalogue of Life.

## Underarter
- Pyronia tithonus alpinus (Le Moult, 1938)
- Pyronia tithonus armoricanus (Le Moult, 1938)
- Pyronia tithonus bajocassensis (Le Moult, 1938)
- Pyronia tithonus celticus (Le Moult, 1938)
- Pyronia tithonus distincta (Rothschild, 1933)
- Pyronia tithonus infrafulva de Sagarra, 1930
- Pyronia tithonus infrafusca Verity, 1937
- Pyronia tithonus infrafuscissima Verity, 1937
- Pyronia tithonus paratransiens Verity, 1937
- Pyronia tithonus pardoi (Agenjo, 1941)
- Pyronia tithonus portugesa (Bryk, 1940)
- Pyronia tithonus pyrenaicus (Le Moult, 1938)

## Bildgalleri

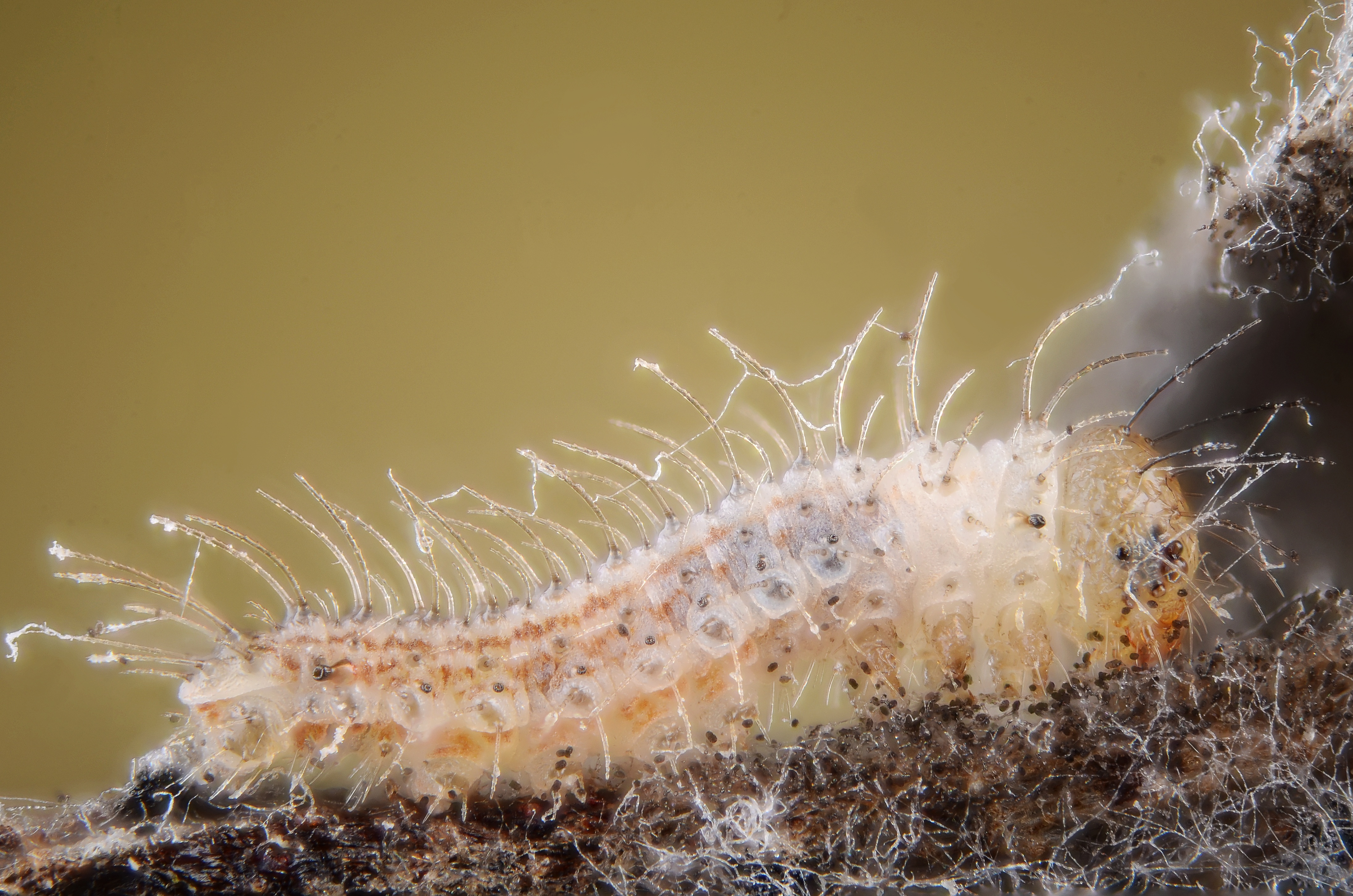
Fjärilens larv.
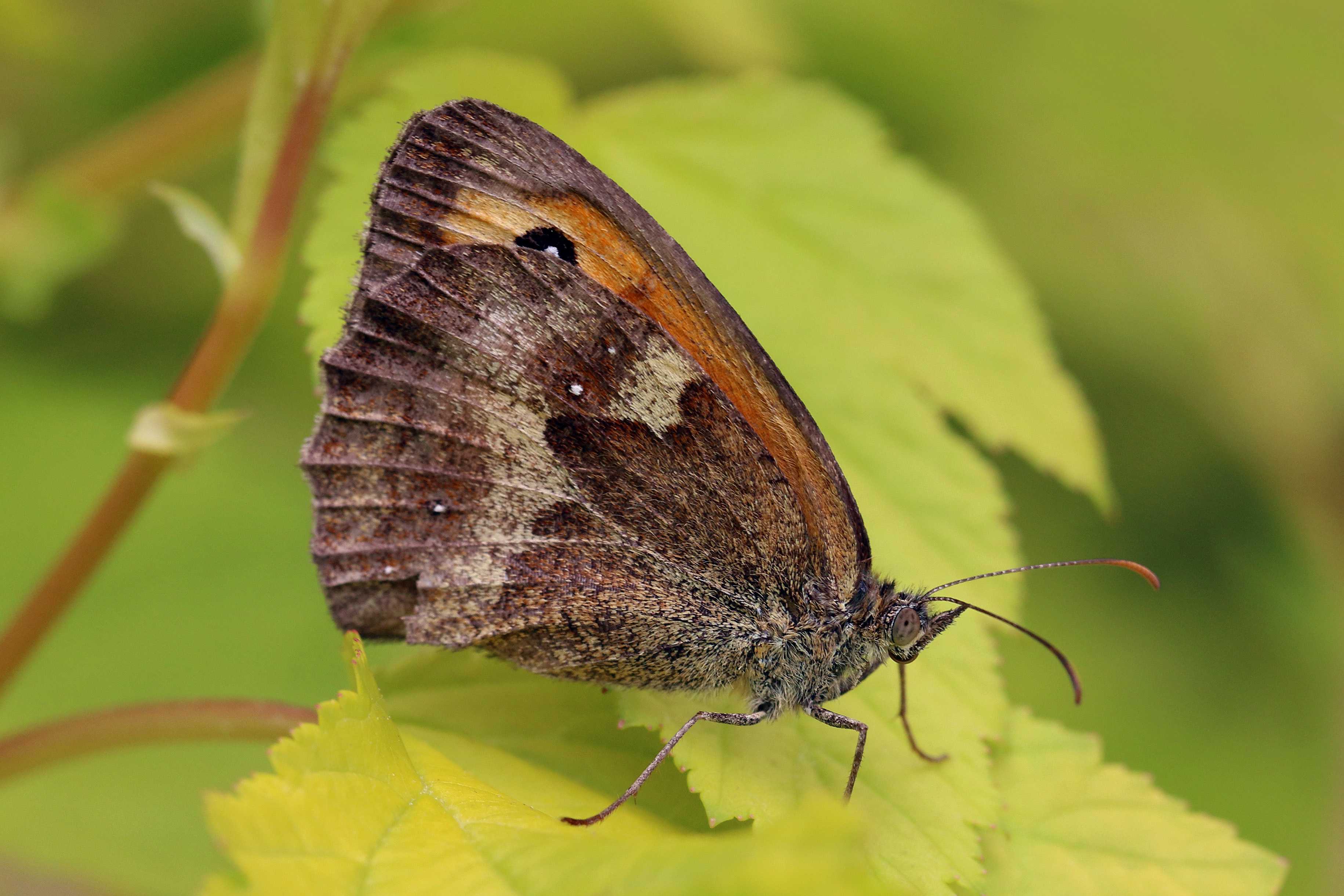
Imago fjäril.
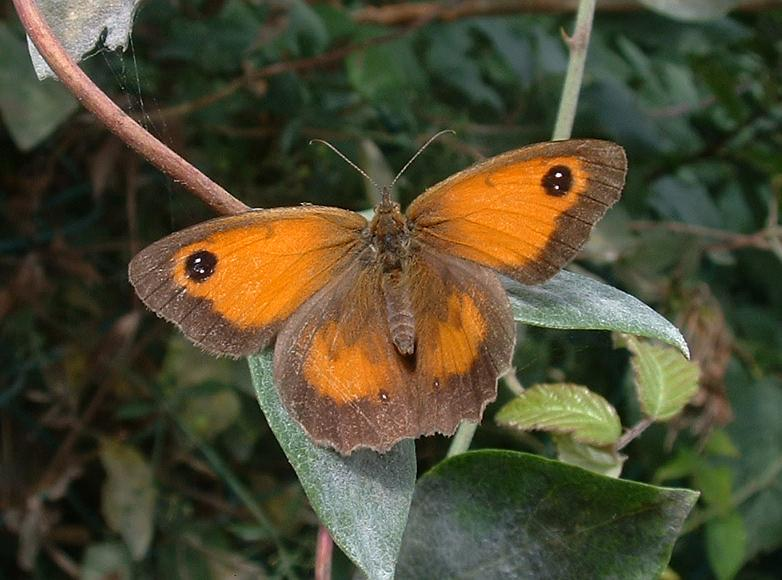
Imago fjäril.
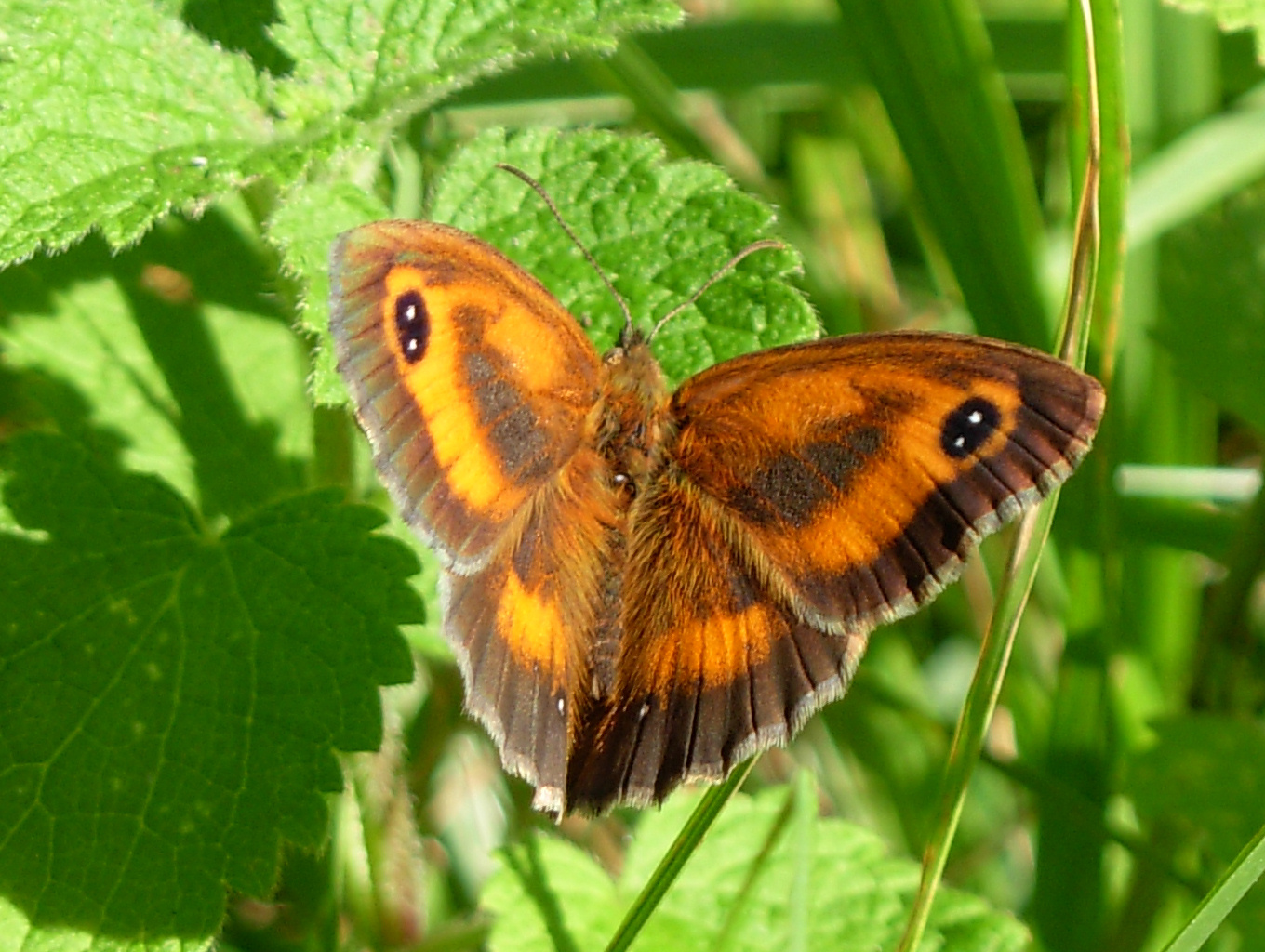
Imago fjäril.
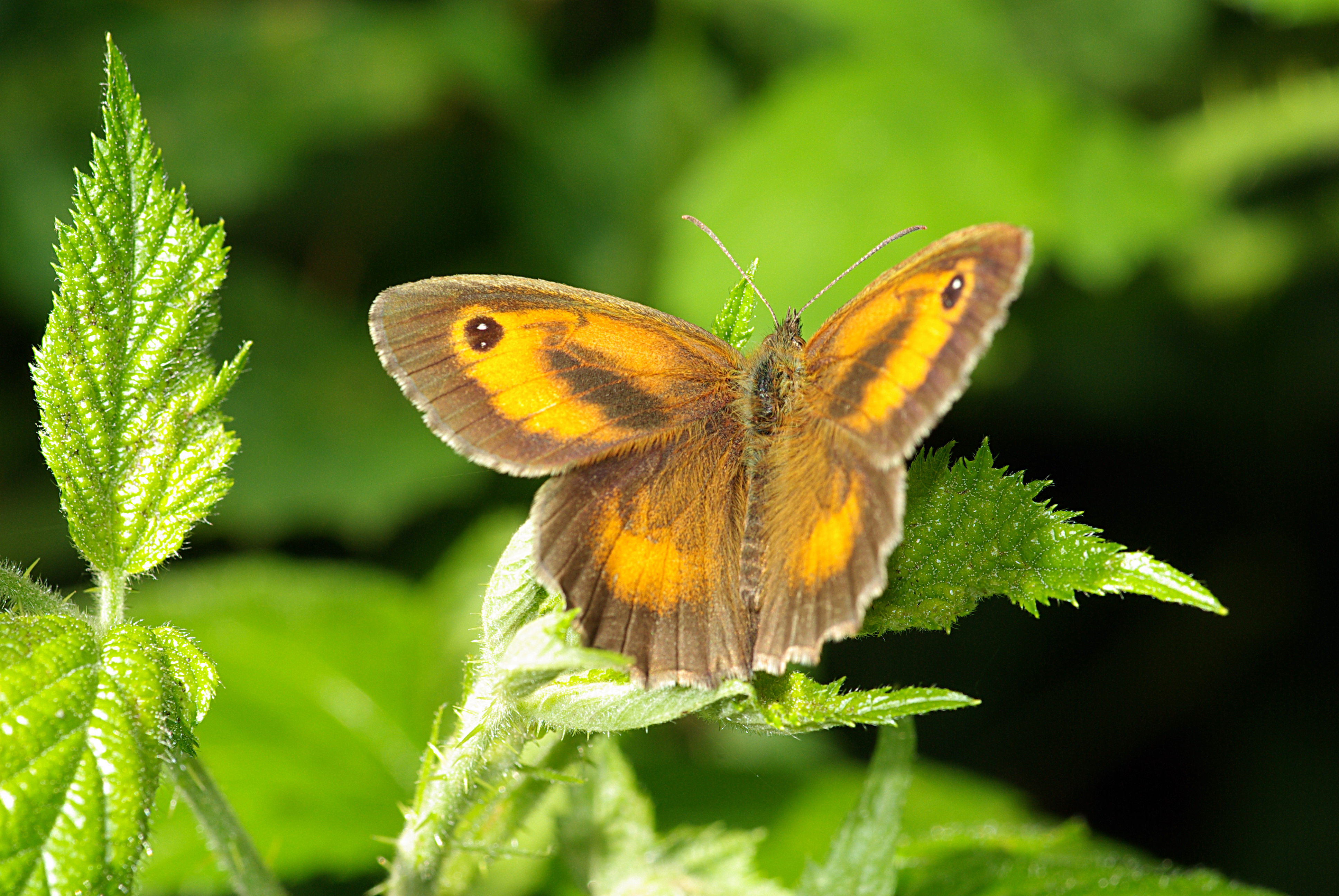
Imago fjäril.
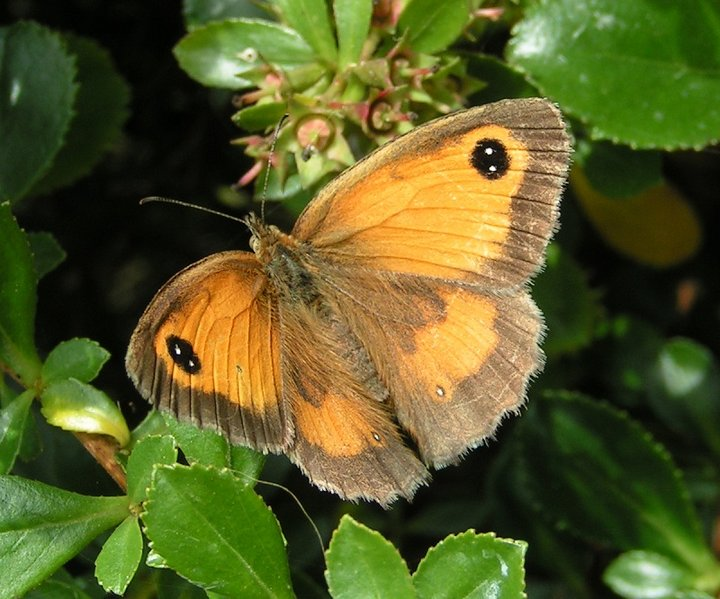
Imago fjäril.
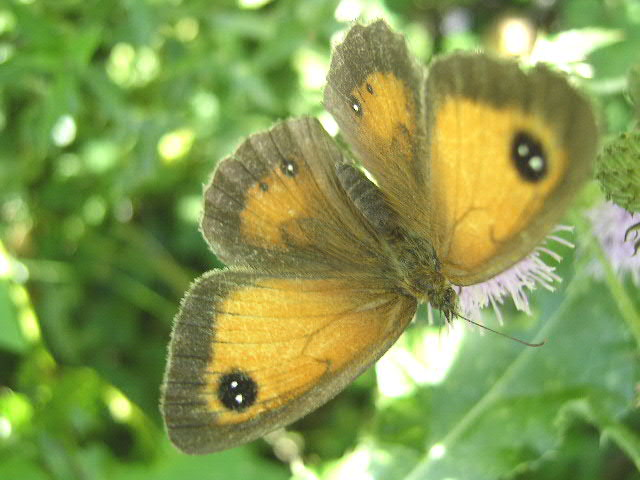
Imago fjäril.

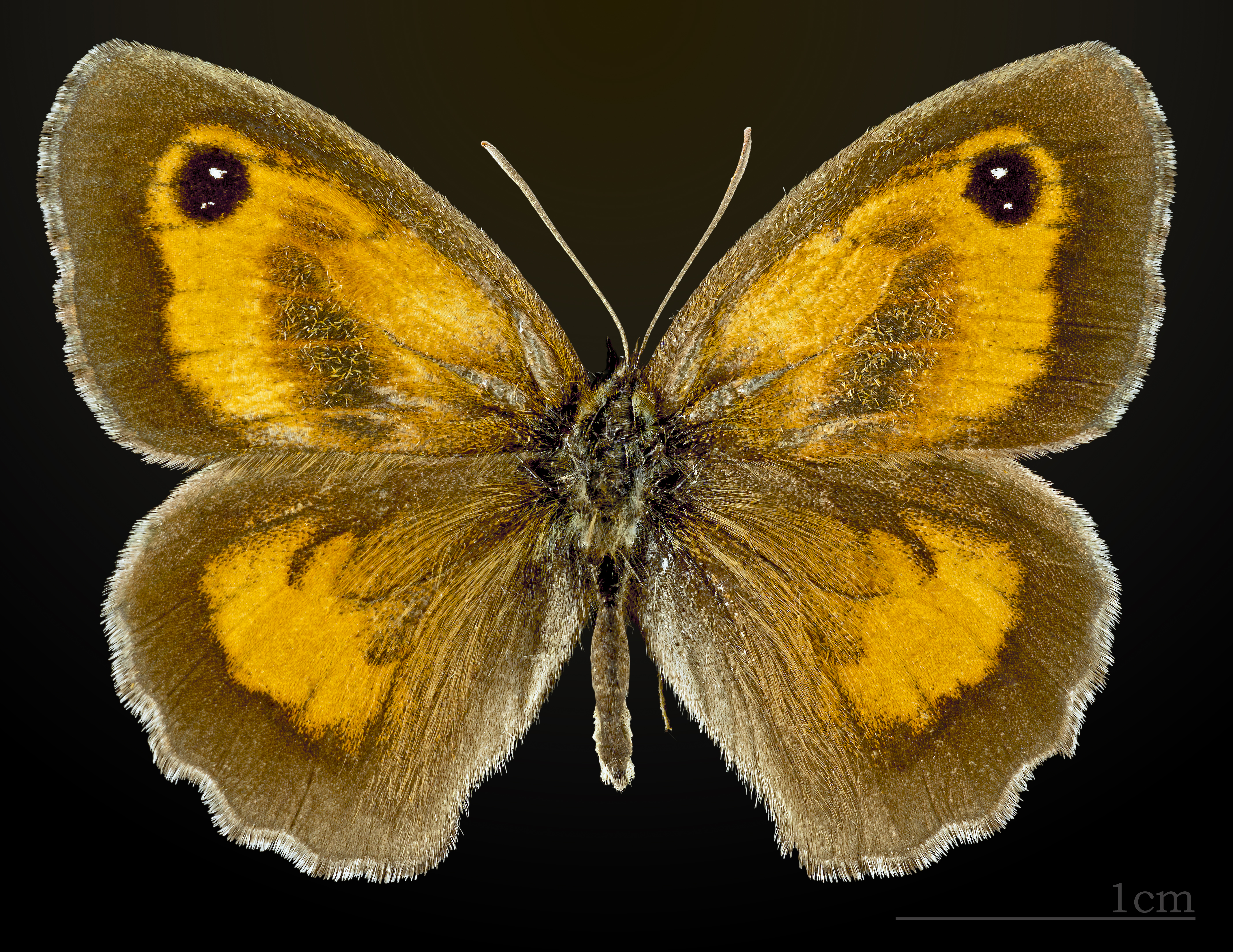
Preparerad (uppnålad) imago fjäril, hane ovansida.
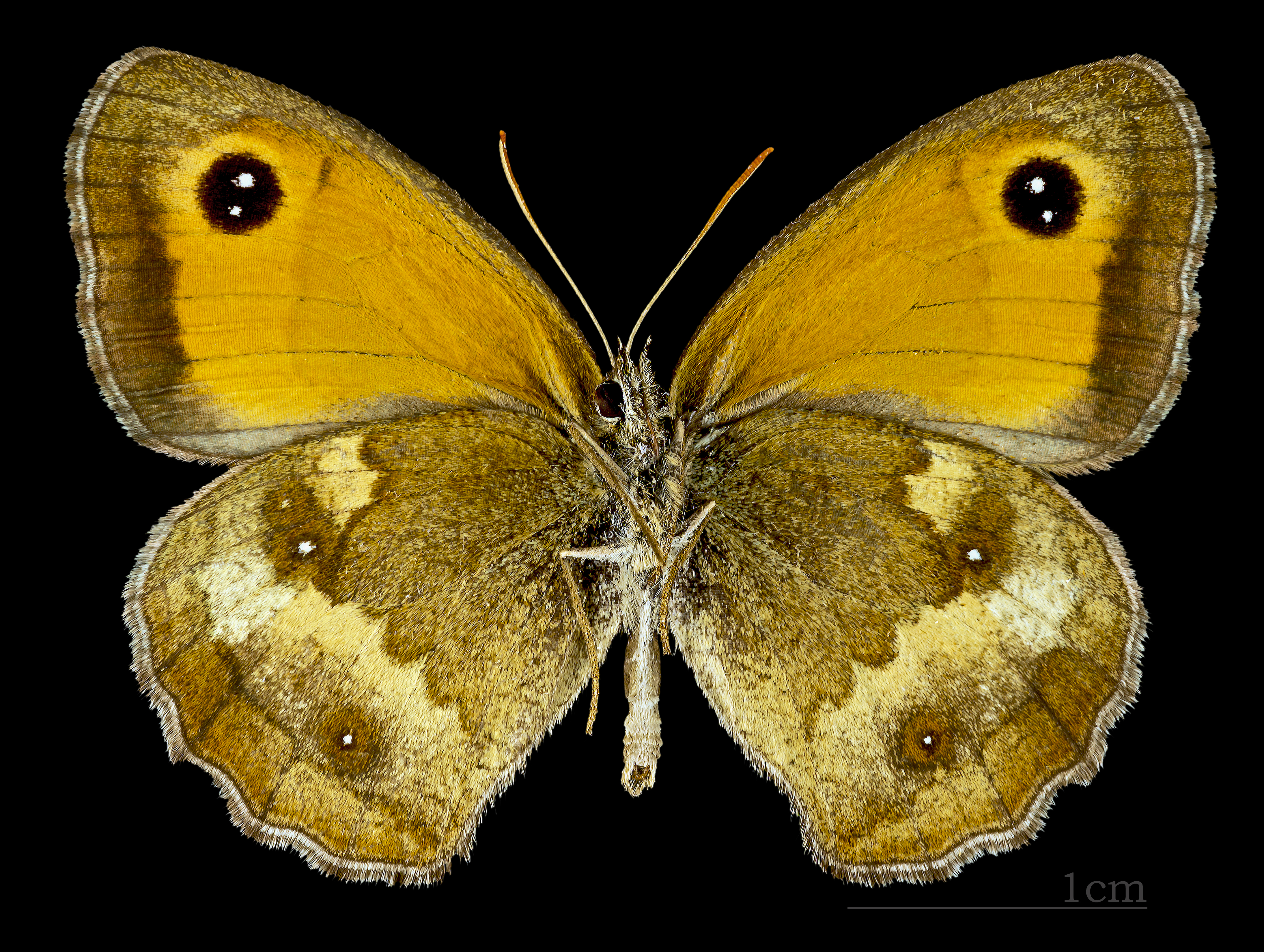
Preparerad (uppnålad) imago fjäril,  hane undersida
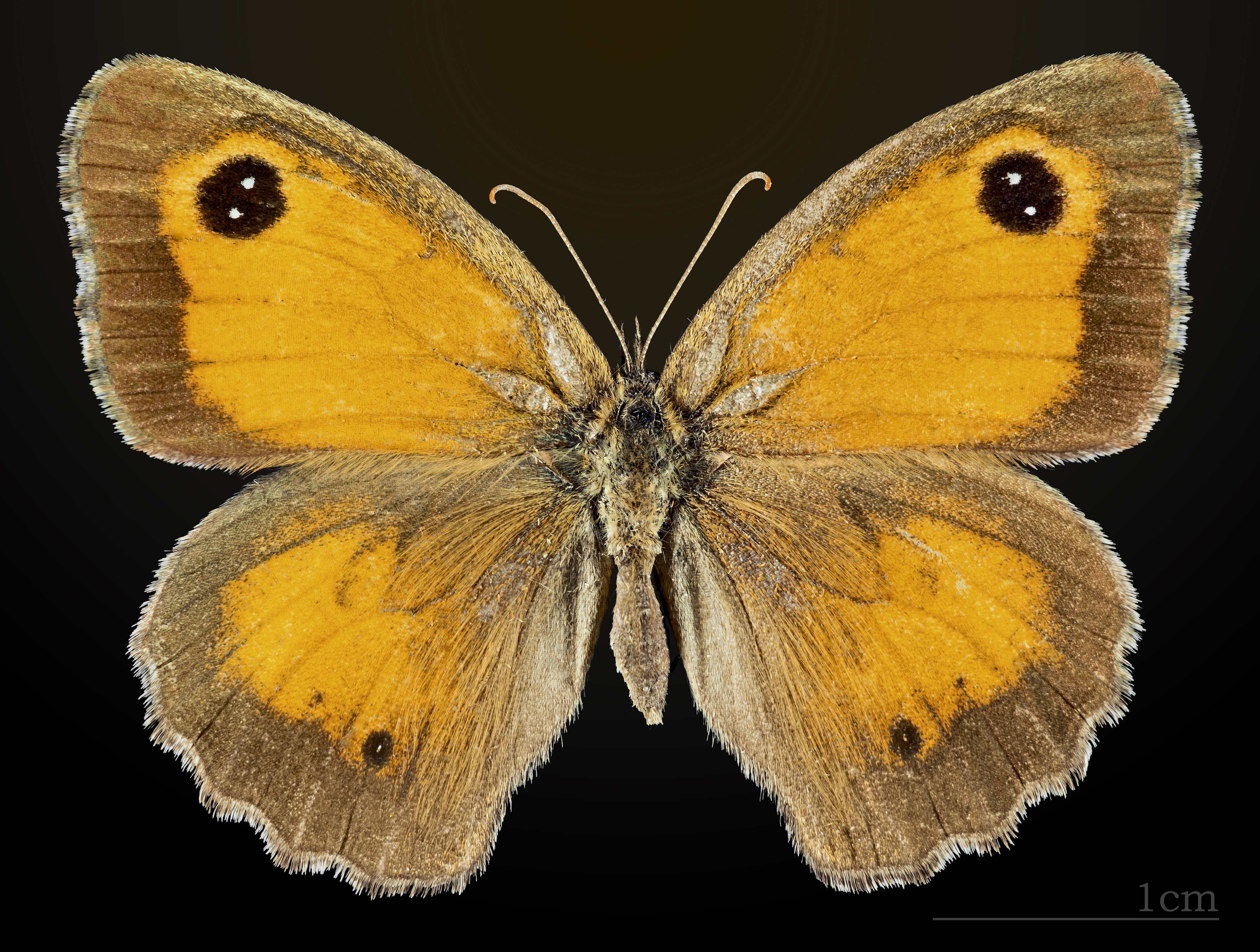
Preparerad (uppnålad) imago fjäril, hona ovansida
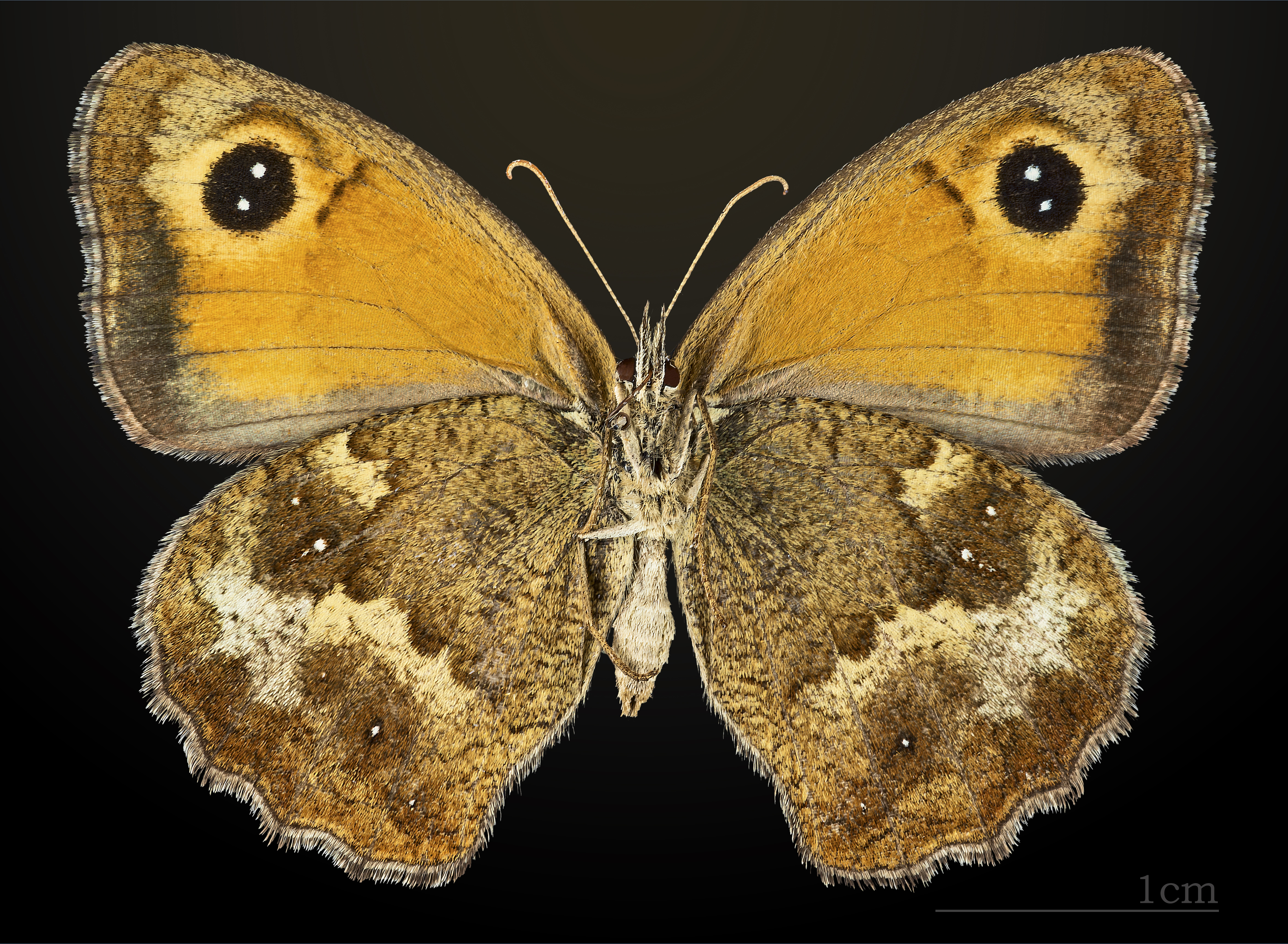
Preparerad (uppnålad) imago fjäril, hona undersida